# Grigol Mgaloblišvili
Grigol Mgaloblišvili (gruzínsky: გრიგოლ მგალობლიშვილი) (narozen 7. října 1973 v Tbilisi) je gruzínský politik, diplomat a bývalý premiér Gruzie. Od roku 2009 působí jako gruzínský velvyslanec při NATO.

## Biografie
Mgaloblišvili se narodil v Tbilisi do rodiny, jež patřila do řad gruzínské inteligence. Studoval tedy na Tbiliské státní univerzitě orientalistiku, z níž získal v roce 1995 titul mgr. V době studií strávil léta 1992–1993 na zahraniční stáži na Istanbulské univerzitě, kde získal certifikát znalosti turečtiny. Kromě rodné gruzínštiny a turečtiny umí hovořit ještě rusky a anglicky. Je ženatý a má dvě děti.
Po dokončení studií nastoupil v roce 1995 do diplomacie jako tlumočník a atašé na gruzínské ambasádě v Turecku, kde také působil ve funkci tajemníka velvyslance a později i jako konzul. Svou diplomatickou misi ukončil v roce 2003, když se po absolvování postgraduálních studií zahraničních vztahů na Oxfordské univerzitě vrátil do Gruzie, kde nastoupil na ministerstvo zahraničí jako náměstek pro vzthahy s USA, Kanadou a zeměmi Latinské Ameriky. O rok později zaujal místo ředitele odboru evropské integrace. Od 20. října 2006 se vrátil do Turecka, kde se stal velvyslancem Gruzie.

### Premiér Gruzie
28. října 2008 ho však prezident Michail Saakašvili z Turecka stáhl, protože si ho vybral jako nástupce odstupujícího premiéra Gurgenidzeho. Už 1. listopadu byl jmenován premiérem a po Gurgenidzovi převzal téměř celý kabinet. Změny provedl jen kosmetické: za ministera spravedlnosti nominoval Zuraba Adeišviliho, za ministra životního prostředí Kobu Subelianiho a za ministra kultury Grigola Vašadzeho. Mezi jeho první kroky patřilo řešení problematiky zemědělství v Kachetii. Poté v prosinci provedl ve vládě další změny, když odvolal ministra obrany, zahraničí a školství, protože se domníval, že vláda potřebuje po válce v Jižní Osetii zásadnější personální změny.
Jeho vláda byla velmi krátká a gruzínský bulvární deník Alia přišel v prosinci 2008 se zprávou o vážných sporech premiéra s prezidentem Saakašvilim, které si barvitě přizpůsobil k obrazu svému tak, že Saakašvili svého premiéra při jednání údajně fyzicky napadnul. Každopádně na přelomu roku Mgaloblišvili odjel do Německa na zdravotní prohlídku, která se dle jeho slov protáhla. Oba dva zprávy o fackování popřeli jako novinářskou kachnu a sám Mgaloblišvili je označil za směšné. Přesto nebyl po novém roce příliš viděn a údajně byl nějaký čas hospitalizován v tbiliské nemocnici. Dne 30. ledna 2009 premiér svolal tiskovou konferenci, kde oznámil svou rezignaci, tři měsíce od převzetí úřadu. Rezignaci zdůvodnil zdravotními problémy (onemocnění ledvin) a jako svého nástupce doporučil ministra financí Nika Gilauriho.

## Kariéra po odchodu z politiky
Po zotavení byl 26. června 2009 jmenován gruzínským parlamentem jako velvyslanec při NATO, kde působí dodnes.